# Alan Wace
Alan Jonh Bayard Wace (Cambridge, Inglaterra, 13 de julio de 1879-Atenas, Grecia, 9 de noviembre de 1957) fue un arqueólogo inglés y director de la British School de Atenas de 1914 a 1923. 
Wace fue profesor de Arqueología Clásica en la Universidad de Cambridge de 1934 a 1944 y en la Universidad Farouk I de Egipto de 1943 a 1952. 
Entre sus proyectos de campo estaban los de Esparta, Micenas, Troya, Tesalia, Corinto y Alejandría.
Junto a Carl Blegen, Wace llevó a cabo importantes trabajos sobre el desciframiento de las tablillas escritas con escritura Lineal B.

## Obra

### Algunas publicaciones
- Prehistoric Thessaly (1912).

- The nomads of the Balkans : an account of life and customs among the Vlachs of northern Pindus(1913).

- The pre-Mycenaen pottery of the mainland, con C. Blegen, Annual of the British School at Athens N.º 22, 1916-1918

- Excavations at Mycenae (1923).

- Chambers tombs at Mycenae (1932).

- An Approach to Greek Sculpture, 1935

- Mycenae, an Archaeological History and Guide (1949).

- Excavations at Mycenae, 1939-1955

- A Companion to Homer (1962).

- The Marlborough Tapestries (reimpreso de 1968).